# Ніссан Співак
Нісн Співак, більш відомий як Нісе Белцер (їдиш белцер — з Бєльц; у різні періоди життя був відомий також як Нисе Кешеневер, тобто з Кишинева та Нисе Бардічевер, тобто з Бердичева, 1824, Нова Миша, Новогрудський повіт, Мінська губернія — 1906, Садгора, Австро-Угорська імперія) — єврейський кантор і композитор літургійної музики, один з найбільш відомих канторів свого часу.

## Життєпис
Нісн Співак народився 1824 року в містечку Нова Миша (в єврейській традиції «Муш», нині село в Барановицькому районі Берестейської області Білорусі). З дитячих років був співучим у кантора Залмена Зінгера в Умані, потім співав у Теленештах (Молдова). Після навчання отримав місце кантора в іншому бессарабському містечку Бєльці (звідси прізвисько на їдиші Бєльцер — з Бєльць).
Набув популярності як кантор у Кишиневі. В 1877 році отримав позицію кантора в Бердичеві, яку обіймав до кінця життя, а в Кишиневі місце Бєльцера зайняв його учень, інший відомий кантор Піне Мінковський. Помер при дворі Садагурського цадика у 1906 році. Після смерті Бєльцера кантором Бердичева став Меєр Фісак.
Нісн Бєльцер — один із найвпливовіших новаторів єврейської літургійної музики та канторського мистецтва сучасного йому часу, автор численних літургійних композицій, у яких став приділяти більше уваги хору співаків. Крім того, він є засновником найбільшої канторської школи. Серед його учнів — актори Зейлік Могулеско та Борис Томашевський, кантори Піне Мінковський (1859—1924), Ісідор Блюменталь (1844—1924), Йосеф Шапіро (1894—1936), Менахем Кіпніс (1878—1942), Мій 1869-?), А. Кузовський, Гершн Йосилевич (пом. 1928), Мордхе Шапіро, Мордхе-Лейб Мучник (1882-?), Йосеф Штернберг (1894-?), Гдальє Гройсман, Аврум Беркович (Калехнік; 18), Мордхе Радзівілер (1865-?), «Хозн Мехл» (кантор Вертюжен), Мойше Кнелерман, Ершл (Цві) Вайнтрауб.
У роботі німецько-ізраїльського музикознавця Петера Еммануеля Градневіца (нім. Peter Gradenwitz), 1910–2001) «Музика Ізраїлю» (The Music of Israel, 1949 і 1996) стверджувалося, що колоніст Шмуел Коен (1870–1940 ) однією з синагогальних композицій кантора Нісн Бєльцера, яка, у свою чергу, базувалася на молдовській пісні.